# Richard Lovell Edgeworth

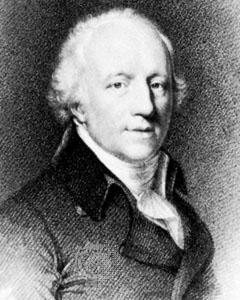
Richard Lovell Edgeworth; Kupferstich von A. Cardon, 1812

Richard Lovell Edgeworth (* 31. Mai 1744 in Bath; † 13. Juni 1817 in Edgeworthstown, Irland) war ein irischer Autor, Ingenieur und Aufklärer, aufgrund dessen Ansiedlung in dem Ort die Stadt „Edgeworthstown“ benannt ist.

## Leben
Edgeworth war Großgrundbesitzer, Konstrukteur von Kutschen (darunter auch die erste Version eines Kettenfahrzeugs) und Mitglied des irischen Unterhauses. Wichtig wurde aber sein Einfluss auf die Entwicklung der sozialen Werte während der frühen industriellen Revolution. Edgeworth pflegte eine persönliche Freundschaft mit Jean-Jacques Rousseau, dessen Gedanken für ein naturnäheres Leben er nach Großbritannien brachte und sich dabei besonders um die Kindererziehung Gedanken machte.
Seine eigenen Werke waren, obwohl angenehm zu lesen und mit viel Humor durchzogen, ohne großen Einfluss auf die englische Gesellschaft. Erst als er seinen Freund und Oxforder Studienkameraden, den Dichter Thomas Day, mit Rousseau und dessen Gedanken bekannt machte und auch dieser sich für den Gedanken der humanistischen Erziehung von Kindern einsetzte, erlangten diese Ideen eine breite Öffentlichkeit in der britischen Oberschicht.
Zugleich hatte Edgeworth Einfluss auf die praktische Anwendung seiner menschenfreundlichen Gedankengänge. Im Jahr 1766 wurde er Mitglied der ein Jahr zuvor gegründeten Lunar Society und führte umgehend auch Thomas Day in diesen Kreis von Unternehmern und Naturwissenschaftlern ein. Durch ihren gemeinsamen Einfluss wurden die ersten Fabriken, besonders Matthew Boultons Soho Manufactory und Josiah Wedgwoods Etruria, zu hellen und menschenfreundlichen Werkstätten, in denen die schweren Arbeiten von Maschinen übernommen wurden und Kinderarbeit (im damaligen Sinne) verboten war.
Edgworth war viermal verheiratet und hatte 22 Kinder. Seine Tochter Maria Edgeworth setzte in ihren Büchern, die populärer wurden als die ihres Vaters, sein Werk nach seinem Tod 1817 fort.
Der Ökonom Francis Ysidro Edgeworth (1845–1926) war Edgeworths Enkel.
Edgeworth fand seine letzte Ruhestätte in der St. John’s Church in Edgeworthstown. Im zu Ehren benannt ist der Edgeworth-Gletscher in der Antarktis.

## Schriften
- The Substance of Three Speeches, delivered in the House of Commons of Ireland, February 6, March 4, and March 21, 1800, upon the subject of an Union with Great Britain. London 1800.
- An Essay on Irish Bulls. London 1801.
- Essays on professional education. London 1809.
- An essay on the construction of roads and carriages. London 1813.
- Richard Lovell Edgeworth, Maria Edgeworth: The Memoirs of Richard Lovell Edgeworth. Band 1. Hunter, Cradock & Joy, London 1820 (englisch, google.com).
- Richard Lovell Edgeworth, Maria Edgeworth: The Memoirs of Richard Lovell Edgeworth. Band 2. Hunter, Cradock & Joy, London 1821 (englisch, google.com).